# 율리야 미키텐코
율리야 미콜라이우나 미키텐코(우크라이나어: Юлія Миколаївна Микитенко, 영어: Yulia Mykolaivka Mykytenko, 1995년 7월 18일~)는 우크라이나의 여자 군인이다. 러시아-우크라이나 전쟁에 우크라이나군 측 전투원으로 참가했으며 용기 훈장 (3급) 수상자이다.

## 생애

### 초기
그녀는 1995년 7월 18일 키이우에서 태어났다. 그녀의 부모는 환전소에서 일하면서 만났다. 그녀의 어머니는 계산원이었고 아버지는 경비원이었다. 어렸을 때 율리야는 동시 번역가가 되는 꿈을 꾸었다. 2012년에 그녀는 키이우 모할라 아카데미의 국립대학에 입학하여 2016년에 언어학 학위를 받고 졸업했다.
유로마이단 동안 그녀는 유로마이단 자위대 16 연대의 "여성 분대"에 있었다. 다른 키이우 모할라 아카데미 학생들과 함께 그녀는 키이우 전역의 수많은 대학 근처에서 시위에 참여하여 학생들에게 시위에 참여할 것을 촉구했다. 유로마이단 직후 그녀는 시민 운동 "비드시치 "(특히 " 러시아 상품을 사지 마십시오! 캠페인) 활동에 참여했다. 그녀는 또한 우크라이나군을 위해 오신트를 제공했다. 그녀는 트위터에서 러시아 군대에 대한 정보를 검색하고 수집했다. 한편 그녀의 아버지는 2014년 2월 우크라이나 국민위병에 자원입대했다.

### 제54기계화여단
2015년 3월 그녀는 제54기계화여단의 군인 일리야 세르빈을 만났는데, 그녀의 아버지는 세르빈이 자신의 집에서 하룻밤을 묵게 해 달라는 요청을 받았다. 3개월 후 그들은 결혼했다. 부부는 미키텐코가 대학을 졸업한 직후 함께 제54기계화여단에 입대하기로 했다. 당시 여단은 우크라이나 전선에서 가장 치열한 전투 중 하나인 스비트로다르 근처에서 싸우고 있었다. 그들은 2016년 7월 17일에 정확히 그렇게 했다(이전에 일리야는 이미 동원된 사람으로 여단에서 복무했다).
본부에서 두 달 동안 근무한 후 일리야는 정찰병이라는 전투 위치에 배정되었다. 율리야는 당시 여성이 전투 직책을 맡을 수 없었기 때문에 본부 서기로 임명되었다. 율리야는 서기로 일한 후 약 1년 동안 회계사로 일했다. 2017년 봄, 고등 교육을 받은 사람으로서 그녀는 르비우에 있는 헤트만 페트로 사하이다치니 내셔널 그라운드 포스 아카데미의 3개월 장교 과정에 보내졌다. 그녀가 돌아온 후 그녀는 차량화 보병 소대장으로 임명되었고 나중에는 정찰 소대장으로 임명되었다(데이터 수집 및 분석에 대한 그녀의 경험이 이에 기여했다). 그러나 율리야의 진술에 따르면 그녀는 "여자가 싸울 수 없다"는 성차별과 회의론을 많이 접했다. 심지어 일부 병사들은 여성의 지휘 하에 전투를 거부하고 다른 부대로 이송되는 지경까지 이르렀다. 그녀는 부하들로부터 존경과 순종을 얻기 위해 상당한 노력을 기울여야 했다.

### 이반 보훈 군사 고등학교
2018년 2월 22일 그녀의 남편은 루한스케 마을 근처에서 박격포 포격으로 사망했다. 율리야는 이반 보훈 군사 고등학교에서 교사직으로 전학하기로 결정했다. 같은 해에 소녀들은 처음으로 학교에 입학할 수 있었고 율리야는 20명의 소녀로 구성된 최초의 여성 소대의 지휘관으로 임명되었다. 그녀는 이 일을 매우 진지하게 받아들였다. 왜냐하면 이 실험적인 여성 학급의 성공은 소녀들이 학교에 계속 받아들여질 것인지 여부와 개혁이 우크라이나군에서 여성의 수를 늘리고 환경을 개선하는 데 얼마나 성공할 것인지를 결정하는 데 결정적이었기 때문이다. 학급 큐레이터의 일반적인 임무 외에도 율리야는 일반적으로 우크라이나 군대와 같은 학교가 소녀의 교육 및 숙박에 완전히 적응하지 않았기 때문에 부하 직원의 일상적인 문제를 처리해야 했다.
2020년 10월 11일 밤 그녀의 아버지 미콜라 미키텐코(역시 돈바스 전쟁 참전 용사)는 볼로디미르 젤렌스키 정부의 정책이 국가를 항복으로 이끌고 있다고 생각하고 이에 항의하기 위해 키이우의 독립 광장에서 분신하였으며, 3일 후인 10월 14일 그는 화상으로 사망했다. 그리하여 전쟁으로 그녀는 남편과 아버지를 모두 잃었다.

### 러시아의 본격적인 침공
2021년 9월 2일에 그녀는 우크라이나군을 떠나 민간 분야 어딘가에서 경력을 쌓을 계획을 세웠다. 제대 후 그녀는 인권 공공 프로젝트인 "인비저블 바탈리온"과 "베테라니우스" 이니셔티브와 같이 전쟁 참전 용사의 사회 재통합을 위한 여러 다른 프로젝트에서 프로젝트 매니저로 일했다.
그녀는 러시아의 우크라이나 전면 침공이 시작된 2022년 2월 24일 우크라이나군에 다시 동원되었다. 처음 몇 달 동안 그녀는 키이우에 위치한 부대에서 복무했으며 우크라이나 북부 해방 후 그녀는 우크라이나 북부가 해방된 후, 도네츠크주에서 싸우고 있던 제54기계화여단(당시 돈바스 전쟁 당시 복무했던 곳)으로 돌아왔다. 2022년 10월 14일 우크라이나 대통령령으로 용기 훈장(3급)을 받았다.

## 같이 보기
- 여군